# Монтефортино
Монтефортѝно (на италиански: Montefortino, на местен диалект Montefurtì, Монтефурти) е село и община в Централна Италия, провинция Фермо, регион Марке. Разположено е на 638 m надморска височина. Населението на общината е 1235 души (към 2011 г.).
До 2004 г. общината е част от провинция Асколи Пичено, когато участва в новата провинция Фермо.